# Малий Умис
Малий Уми́с (рос. Малый Умыс, ерз. Малый Умыс) — присілок у складі Кочкуровського району Мордовії, Росія. Входить до складу Красномайського сільського поселення.

## Населення
Населення — 1 особа (2010; 12 у 2002).
Національний склад (станом на 2002 рік):
- росіяни — 83 %